# Camilo José Cela

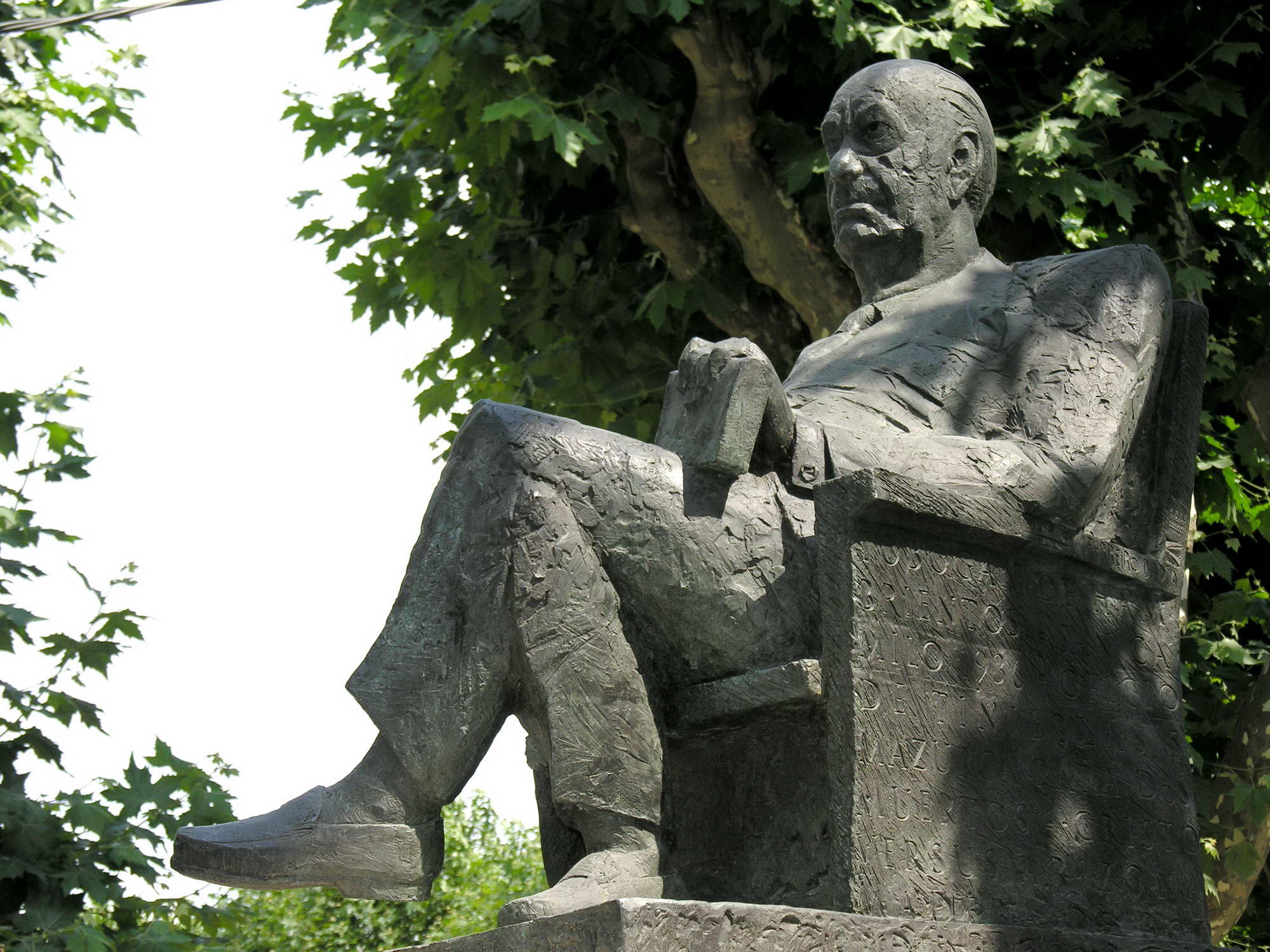
Statuia lui Camilo José Cela în Padrón

Camilo José Cela (n. 11 mai 1916, Iria Flavia⁠(d), Galicia, Spania – d. 17 ianuarie 2002, Madrid, Spania) a fost un scriitor spaniol, laureat al Premiului Nobel pentru Literatură pe anul 1989.

## Biografie
Camilo José Cela s-a născut în 1916 la Iria Flavia, dar peste câțiva ani familia sa se mută în Madrid, oraș care va marca profund atât personalitatea, cât și opera scriitorului. S-a înscris la facultatea de medicină, pe care a abandonat-o pentru a asista la cursurile nou înființatei facultăți de literatură și filozofie. Începe să scrie primele poeme. Se înrolează de partea franchiștilor în războiul civil spaniol (1936-1939), în timpul căruia este rănit. După întoarcerea acasă, începe să aibă o atitudine independentă și provocatoare, respingând dictatura lui Franco, asemeni prietenului său Ernest Hemingway. Pe plan literar, acestei stări de spirit i-a corespuns adoptarea stilului literar numit "tremendismo" (cuvânt luat din limbajul corridei), care este caracterizat prin descrierea parții întunecate a existenței, a disperării și ororilor acesteia. Prezent în primul roman, "La familia de Pascal Duarte" (1942), acest stil va fi firul roșu al întregii opere celiene, care cuprinde peste 70 de volume, dintre care 10 romane – e adevărat că acestea sunt în majoritatea cazurilor experimente de formă și conținut, căci, spunea Cela, "Roman este orice are scris roman sub titlu". Cela își abandonează definitiv studiile de drept, pentru a se consacra literaturii. Pentru el, literatura cuprinde arta în general. Peste puțini ani va avea loc prima sa expoziție de pictură și primul său rol, în filmul "Coliseum", regizat de Jaime de Mayora. În 1951 apare "La Colmena" (Stupul), editat la Buenos Aires, căci în Spania publicarea acestuia este interzisă de către organele de cenzură ale autorităților.
În 1954, Cela se mută în Palma de Mallorca, iar în 1956 înființează acolo revista literară de mare influență "Papeles de San Armadans", având o linie anti-fascistă, la care au publicat scriitorii spanioli în exil din timpul dictaturii. Tot în acest an moare prietenul său Pio Baroja, al cărui sicriu îl poartă pe ultimul drum, împreună cu Hemingway.
În 1957, Cela devine membru al Academiei spaniole.
În 1977 este ales senator. Cea mai importantă realizare a sa, în ceea ce privește constituția spaniolă, o constituie modificarea textului acesteia, și anume limba oficială este acum "spaniolă sau castiliană".